# Solowjow D-20
Das Solowjow D-20 (russisch Соловьёв Д-20) ist das erste sowjetische Turbofan-Triebwerk (Mantelstromtriebwerk) im Serieneinsatz. Es war das erste speziell für den zivilen Luftverkehr entwickelte Mantelstromtriebwerk der Welt.
Pawel Solowjow, Chefkonstrukteur bei Awiadwigatel in Perm, konstruierte 1960 das Zweiwellen-Turbofan-Triebwerk und nannte diese Bauart Bypass-Triebwerk. 
Das D-20P wurde ab 1962 in dem ersten russischen Kurzstrecken-Passagierjet Tupolew Tu-124 in Dienst gestellt.
Es hat ein niedriges Nebenstromverhältnis von 1,0:1 und entwickelt 52,9 kN (11.900 Pfund) Schubkraft.
Es besitzt einen dreistufigen Fan und einen achtstufigen Verdichter sowie drei Turbinenstufen.
Das Gewicht beträgt ca. 1,5 t.

## Technische Daten (D-20P)
- Länge: 3304 mm
- Durchmesser (ohne Aggregate): 976 mm
- Trockenmasse: 1.440 kg
- Startschub: 5.400 kp
- Drehzahl (Hochdruckverdichter): 11.700 min−1
- Drehzahl (Niederdruckverdichter): 8.550 −1
- Luftdurchsatz: 113 kg/s
- Gasaustrittstemperatur: 650 °C
- Spezifischer Kraftstoffverbrauch: 0,78 kg/kph bei M 0,8 in 10.000 m Höhe